# Curso sistemático de filosofía actual
Curso sistemático de filosofía actual: filosofía, ciencia, historia, dialéctica y sus aplicaciones es una obra del filósofo Juan David García Bacca, escrita en 1969.
El Curso es una de sus principales obras. En el Curso se observa la influencia de Marx y ciertos elementos de Whitehead. Obedece a una estructura elaborada, y Bacca define algunos particulares usos terminológicos. Allí García Bacca presenta ciertos atributos de su pensamiento y concepción de la filosofía, en particular enfatiza que la misma debe ser 'transustanciadora' y no meramente 'interpretativa'. Para conseguir esto según sostiene Bacca es necesario aplicar modelos de las ciencias exactas contemporáneas (como la matemáticas y la física), a la vez que los de la poesía y música.